# Force terrestre royale de Bahreïn

Drapeau des Forces terrestre royale de Bahreïn

La force terrestre royale de Bahreïn est la composante terrestre des forces armées bahreïnies fondée en 1969. Elle compte 6 000 hommes et est dirigée par le lieutenant-général Khalid bin Abdullah Al Khalifa (en)[Quand ?].

## Unités
L'armée se compose de trois brigades et deux bataillons [Quand ?]:
- Une brigade blindée
- Deux bataillons blindés
- Un bataillon de reconnaissance
- Une brigade d'infanterie mécanisée
- Deux infanteries mécanisées
- Un bataillon d'infanterie
- Une brigade d'artillerie
- Six batteries d'artillerie
- Un bataillon de défense antiaérienne
- Un bataillon des forces spéciales.

## Équipement
En 2023 l'armée de terre dispose des équipements suivant :
| Type                                    | Modèle               | Origine             | Nombre en 2023    | Note              |
| --------------------------------------- | -------------------- | ------------------- | ----------------- | ----------------- |
| Char de combat principal                | M60 A3 Patton        | États-Unis          | 100 (80 en stock) |                   |
| Véhicule de combat d'infanterie         | YPR-765 PRI          | Pays-Bas            | 25                |                   |
| Véhicule de combat d'infanterie         | AIFV-B-C25           | États-Unis          | 45                |                   |
| Véhicule blindé de transport de troupes | M113                 | États-Unis          | 300               |                   |
| Véhicule blindé de transport de troupes | M3 Panhard           | France              | 0                 | Retiré du service |
| Véhicule blindé de transport de troupes | Otokar Arma (en)     | Turquie             | N/C               | 6x6               |
| Véhicule de reconnaissance              | AML-90               | France              | 22                |                   |
| Véhicule blindé de transport de troupes | AT105                | Royaume-Uni         | 10                |                   |
| Véhicule utilitaire blindé              | M-ATV                | États-Unis          | N/C               |                   |
| Véhicule de dépannage                   | Fahd                 | Égypte              | 53                |                   |
| Véhicule antichars                      | AIFV-B - Milan       | États-Unis - France | 5                 |                   |
| Véhicule antichars                      | HUMVEE - BGM-71A TOW | États-Unis          | N/C               |                   |

### Artillerie et anti-aériens
| Type                               | Modèle             | Origine     | Quantité en 2023 | Détails                                                                   |
| ---------------------------------- | ------------------ | ----------- | ---------------- | ------------------------------------------------------------------------- |
| Artillerie et antichars            |                    |             |                  |                                                                           |
| Obusier automoteur                 | M110A2             | États-Unis  | 62               | 13 livrés par les Pays-Bas en 1994, 25 par les États-Unis en 1996. 203 mm |
| Obusier automoteur                 | M109A5             | États-Unis  | 25               | 155 mm                                                                    |
| Obusier                            | M-198              | États-Unis  | 28               | 155 mm                                                                    |
| Obusier                            | L-118              | Royaume-Uni | 8                | 105 mm                                                                    |
| Lance roquettes multiple guidées   | M270 MLRS          | États-Unis  | 9                | 227 mm - MGM-140A ATACMS                                                  |
| Lance roquettes multiple guidées   | SR5                | Chine       | 4                | 220 mm                                                                    |
| Mortier                            | L16                | Royaume-Uni | 12               | 81 mm                                                                     |
| Mortier automoteur                 | URO VAMTAC - EIMOS | Espagne     | 20               | 81 mm                                                                     |
| Mortier automoteur                 | M113A2             | États-Unis  |                  | 120 mm                                                                    |
| Missile antichars                  | BGM-71C            | États-Unis  | 15               |                                                                           |
| Missile antichars                  | 9M133 Kornet       | Russie      | N/C              |                                                                           |
| Canon sans recul                   | M40A1              | États-Unis  | 25               |                                                                           |
| Canon sans recul                   | MOBAT (en)         | Royaume-Uni | 6                |                                                                           |
| Défense aérienne                   |                    |             |                  |                                                                           |
| MANPADS                            | FIM-92A            | États-Unis  | 18               |                                                                           |
| Canon anti aérien                  | Oerlikon 35 mm     | Suisse      | 15               | Avec système de conduite de tir Skyguard FC                               |
| Canon anti aérien                  | Bofors 40 mm       | Suède       | 12               |                                                                           |
| MANPADS                            | RBS 70             | Suède       | 60               |                                                                           |
| Missile anti aérien courte portée  | Crotale            | France      | 7                |                                                                           |
| Missile anti aérien moyenne portée | MIM-23 Hawk        | États-Unis  | 8                |                                                                           |

### Armes
| Quantité | Type/Classe        | Origine    | Détails |
| -------- | ------------------ | ---------- | ------- |
| ?        | M16                | États-Unis |         |
| ?        | Colt M4            | États-Unis |         |
| ?        | Barrett M82        | États-Unis |         |
| ?        | Heckler & Koch MP5 | Allemagne  |         |

| Quantité | Type/Classe      | Origine    | Détails        |
| -------- | ---------------- | ---------- | -------------- |
| 60       | FGM-148 Javelin  | États-Unis | 180 missiles   |
| 6        | Nimer-1          | Oman       | Déstockage     |
| ?        | Otokar Arma (en) | Turquie    | 63,2 million $ |
| ?        | 9M133 Kornet     | Russie     |                |

Le 19 mars 2024, la Defense Security Cooperation Agency des États-Unis annonce la possible vente de 50 chars M1A2 SEPv3 Abrams, 4 chars de dépannage M88A2, 8 chars du génie et déminage M1150 Assault Breacher Vehicle et 8 véhicule blindés pontonniers M1150.